# Ukmergė landskommun
Ukmergės rajono savivaldybė är en kommun i Litauen.   Den ligger i länet Vilnius län, i den centrala delen av landet, 70 km nordväst om huvudstaden Vilnius. Antalet invånare är 37 561. Arean är 1 395 kvadratkilometer.
Terrängen i Ukmergės rajono savivaldybė är platt.